# Giao hưởng số 9 (Mozart)
Giao hưởng số 9 cung Đô trưởng, K. 73/75a là bản giao hưởng của nhà soạn nhạc người Áo Wolfgang Amadeus Mozart. Bản giao hưởng này không có nguồn gốc rõ ràng. Ngày sáng tác bản giao hưởng này có lẽ là trong năm 1769 hoặc 1770, trong chuyến công diễn đầu tiên của Mozart đến Ý. Tuy nhiên một vài tài liệu lại cho rằng "có lẽ không trước đầu mùa hè 1772". Cũng có thể nó được bắt đầu viết tại Salzburg trước chuyến công diễn lần đầu tới Ý của Mozart và được hoàn tất trong chuyến công diễn đó. Bản giao hưởng số 9 có 4 chương và lả bản giao hưởng đầu tiên của Mozart được viết ở cung Đô. Không có thông tin nào nó về việc có buổi biểu diễn nào trong chuyến công diễn đầu tiên của Mozart tại Ý là buổi biểu diễn đầu tiên của bản giao hưởng này. Bản viết tay của bản giao hưởng này được lưu giữ tại Biblioteka Jagiellońska tại Kraków. Bản giao hưởng này được viết cho 2 oboe, bassoon, 2 horn, 2 trumpet, timpani, harpsichord và đàn dây. Có 4 chương nhạc:
1. Allegro, nhịp 4/4
2. Andante, nhịp 2/4
3. Menuetto và Trio, nhịp 3/4
4. Molto allegro, nhịp 2/4.